# Taishi Sunagawa
Taishi Sunagawa (砂川 太志 Sunagawa Taishi?), född 20 januari 1990 i Okinawa prefektur, är en japansk fotbollsspelare.
Sunagawa började sin karriär 2012 i FC Ryukyu. Han spelade 23 ligamatcher för klubben. 2015 flyttade han till Matsue City FC.